# Bodedia ankaratrae
Bodedia ankaratrae là một loài tò vò trong họ Ichneumonidae.